# Eudolia
Eudolia là một chi bọ cánh cứng trong họ Chrysomelidae.
Chi này được miêu tả khoa học năm 1885 bởi Jacoby.

## Các loài
Chi này gồm các loài:
- Eudolia nepalica Medvedev, 1990